# Улица Байсеитовой (Алма-Ата)
Улица Байсеитовой (каз. Бәйсейітова көшесі) — улица в Алмалинском и Бостандыкском районах города Алма-Аты в центральной части города.

## Расположение
Улица Байсеитовой проходит с севера на юг между проспектом Абылай хана и улицей Панфилова, начинается от улицы Богенбай батыра, пересекает улицы Кабанбай батыра, Жамбыла, Шевченко, Курмангазы, проспект Абая и завершается у площади имени Республики.
Протяженность 5200 м. Сформировалась в 1870-х годах и представляла собой немощенную дорогу от Ташкентской аллеи (ныне пр. Раимбека) до Головного арыка (пр. Абая). На участке от улицы Гоголя до улицы Калинина (Мещанской) улица еще в веке застраивалась казармами военного городка, который украшал Военный собор. Здесь происходили революционные выступления верненцев в защиту Советской власти.
В 1927—1957 годах в связи с формированием по оси улицы правительственного центра республики улица Пишпекская была разделена на две самостоятельные: нижняя часть — улица Фрунзе, Верхняя улица Алатау.
В 1970—1980 годы улица Байсеитовой развивалась на юг и является градостроительной осью, на которой сформирован административно-жилой центр от проспекта Абая до проспекта Аль-Фараби.

## Реконструкция
В 2015 году «Акиматом Алмалинского района» был капитально реконструирован участок улицы Байсеитовой между Богенбай батыра и Кабанбай батыра. В 2019 году участок улицы Байсеитовой между Богенбай батыра и Кабанбай батыра был реконструирован повторно «Управлением комфортной среды».
В 2015 году был капитально реконструирован участок улицы Байсеитовой между улицей Сатпаева и проспектом Абая.
В 2017 году «Управлением природных ресурсов и природопользования» (ныне «Управление зеленой экономики») был капитально реконструирован участок улицы Байсеитовой между проспектом Абая и улицей Жамбыла. На участке улицы от пр.Абая до Шевченко создана полностью пешеходная зона-бульвар, по центру на месте бывшей проезжей части уложена брусчатка и проложена велодорожка. Установлены новые бордюры, скамейки, фонари освещения, вдоль пешеходной зоны созданы зеленые зоны, посеян газон и высажены деревья. Полностью обновлено асфальтовое покрытие на существующих тротуарах. На участке между улицей Шевченко и Жамбыла были обновлены бордюры, асфальтовое покрытие тротуаров и имеющейся проезжей части с парковкой АО «Центральная клиническая больница», а также уличное освещение.

## Происхождение названия
Улица названа в честь казахского советской оперной певицы и актрисы Байсеитовой Куляш.

## Озеленение и благоустройство
В советские годы по обеим сторонам улицы были построены благоустроенные пешеходные тротуары, которые представляли собой тенистые аллеи, которые были озеленены лиственными породами деревьев таких как: карагач, дуб и тополь. Были проложены магистральные оросительные арыки, которые летом ежедневно были полноводными.
Улица Байсеитовой частично закрыта для проезда автотранспорта и представляет собой бульвар, место отдыха горожан. В 1970-х годах на участках между улицей Кабанбай батыра и улицей Жамбыла, а также между улицей Абая и Сатпаева устроены каскады водоемов (бассейнов), фонтаны и гранитные лестницы.